# Issiar Dia
Issiar Dia (Sèvres, 8 de junho de 1987) é um futebolista profissional senegalês que atua como meia.

## Carreira
Issiar Dia representou o elenco da Seleção Senegalesa de Futebol no Campeonato Africano das Nações de 2012.